# Temporada 1948-49 de la BAA
La temporada 1948-49 de la BAA fou la tercera de la història de la Basketball Association of America, que més tard es convertiria en l'actual NBA. L'equip de Minneapolis Lakers, que més endavant es dirien "Los Angeles Lakers", fou el campió després de guanyar al Washington Capitols per 4-2.

## Classificacions
Divisió Est
| Equip                   | V  | D  | %V   | P  |
| ----------------------- | -- | -- | ---- | -- |
| Washington Capitols     | 38 | 22 | ,609 | -  |
| New York Knicks         | 32 | 28 | ,578 | 6  |
| Baltimore Bullets       | 29 | 31 | ,453 | 9  |
| Philadelphia Warriors   | 28 | 32 | ,355 | 10 |
| Boston Celtics          | 25 | 35 | ,306 | 13 |
| Providence Steamrollers | 12 | 48 | ,177 | 26 |

Divisió Oest
| Equip                      | V  | D  | %V   | P  |
| -------------------------- | -- | -- | ---- | -- |
| Rochester Royals           | 45 | 15 | ,750 | -  |
| Minneapolis Lakers C       | 44 | 16 | ,733 | 1  |
| Chicago Stags              | 38 | 22 | ,633 | 7  |
| St, Louis Bombers          | 29 | 31 | ,483 | 16 |
| Fort Wayne Zollner Pistons | 22 | 38 | ,367 | 23 |
| Indianapolis Jets          | 18 | 42 | ,300 | 27 |

* V: Victòries
* D: Derrotes
* %V: Percentatge de victòries
* P: Diferència de partits respecte al primer lloc
* C: Campió

## Estadístiques
| Categoria                   | Jugador      | Equip               | Mitjana/% |
| --------------------------- | ------------ | ------------------- | --------- |
| Punts per partit            | George Mikan | Minneapolis Lakers  | 28,3      |
| Assistències per partit     | Bob Davies   | Rochester Royals    | 5,4       |
| Percentatge de tirs de camp | Arnie Risen  | Rochester Royals    | 42,3      |
| Percentatge de tirs lliures | Bob Feerick  | Washington Capitols | 85,9      |

## Premis
- Primer quintet de la temporada
  - Max Zaslofsky, Chicago Stags
  - Bob Davies, Rochester Royals
  - George Mikan, Minneapolis Lakers
  - Jim Pollard, Minneapolis Lakers
  - Joe Fulks, Philadelphia Warriors

- Segon quintet de la temporada
  - Ken Sailors, Providence Steamrollers
  - Bob Feerick, Washington Capitols
  - Bones McKinney, Washington Capitols
  - Arnie Risen, Rochester Royals
  - John Logan, St, Louis Bombers